# Бенуа Шейру
Бенуа Шейру (фр. Benoît Cheyrou, нар. 3 травня 1981, Сюрен) — французький футболіст, півзахисник.
Насамперед відомий виступами за «Марсель», з яким виграв низку національних трофеїв, а також молодіжну збірну Франції.

## Клубна кар'єра
Шейру почав свою кар'єру 1987 року в академії клубу «Расинг» (Коломб), за який свого часу також виступали його дід, батько і старший брат Брюно Шейру. Саме завдяки цьому клубу познайомилися батьки Бенуа. 1997 року Бенуа перейшов до академії «Лілля».
У дорослому футболі дебютував 1999 року виступами за «Лілль», в якому провів п'ять сезонів, взявши участь у 100 матчах чемпіонату.
Своєю грою за цю команду привернув увагу представників тренерського штабу «Осера», до складу якого приєднався влітку 2004 року. Відіграв за команду з Осера наступні три сезони своєї ігрової кар'єри. Більшість часу, проведеного у складі «Осера», був основним гравцем команди. За цей час виборов титул володаря Кубка Франції у 2005 році.
До складу клубу «Марсель» приєднався влітку 2007 року. У сезоні 2008/09 Бенуа Шейру став найкращим гравцем за версією вболівальників, випередивши нападника Мамаду Н'янга, який набрав на 4000 тисячі голосів менше. Крім того з сезону 2007/08 Шейру три роки поспіль включався до символічної збірної Ліги 1.
Загалом за сім років відіграв за команду з Марселя 219 матчів у національному чемпіонаті. За цей час додав до переліку своїх трофеїв титул чемпіона Франції, двічі ставав володарем Суперкубка Франції, а також тричі поспіль виграв Кубок французької ліги.
Останні три роки кар'єри провів у канадському «Торонто», який виступає в МЛС, і по завершенні сезону 2017 перейшов на роботу дитячим тренером канадського клубу.

## Виступи за збірні
1999 року дебютував у складі юнацької збірної Франції. Наступного року у складі юнацької збірної став чемпіоном Європи серед юнаків віком до 19 років. Всього взяв участь у 4 іграх на юнацькому рівні.
З 2000 року залучався до складу молодіжної збірної Франції. На молодіжному рівні зіграв у 18 офіційних матчах, забив 1 гол.

## Титули і досягнення

### Клубна
- Володар Кубка Франції (1):

«Осер»: 2004-05
- Чемпіон Франції (1):

«Марсель»: 2009-10
- Володар Кубка французької ліги (3):

«Марсель»: 2009-10, 2010-11, 2011-12
- Володар Суперкубка Франції (2):

«Марсель»: 2010, 2011
- Чемпіон Канади (2):

«Торонто»: 2016, 2017

### Збірна
- Чемпіон Європи серед юнаків віком до 18 років (1):

Франція U-18 : 2000

### Індивідуальні
- У складі символічної збірної Ліги 1: 2007–08, 2008–09, 2009–10
- Найкращий гравець «Марселя» за версією вболівальників: 2008–09